# Allocosa laetella
Allocosa laetella là một loài nhện trong họ wolfspinnen (Lycosidae).
Loài này thuộc chi Allocosa. Allocosa laetella được Embrik Strand miêu tả năm 1907.